# Вустров (Фішланд)
Вустров (нім. Wustrow) — громада в Німеччині, розташована в землі Мекленбург-Передня Померанія. Входить до складу району Передня Померанія-Рюген. Складова частина об'єднання громад Дарс/Фішланд.
Площа — 6,89 км2. Населення становить 1049 ос. (станом на 31 грудня 2020).

## Галерея

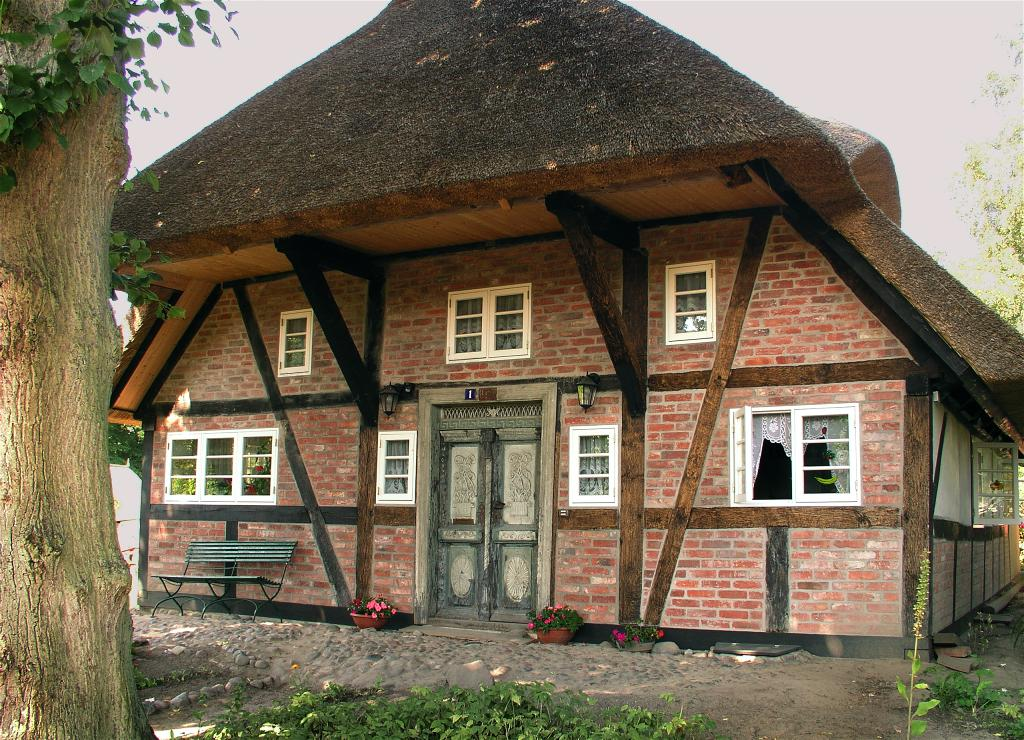
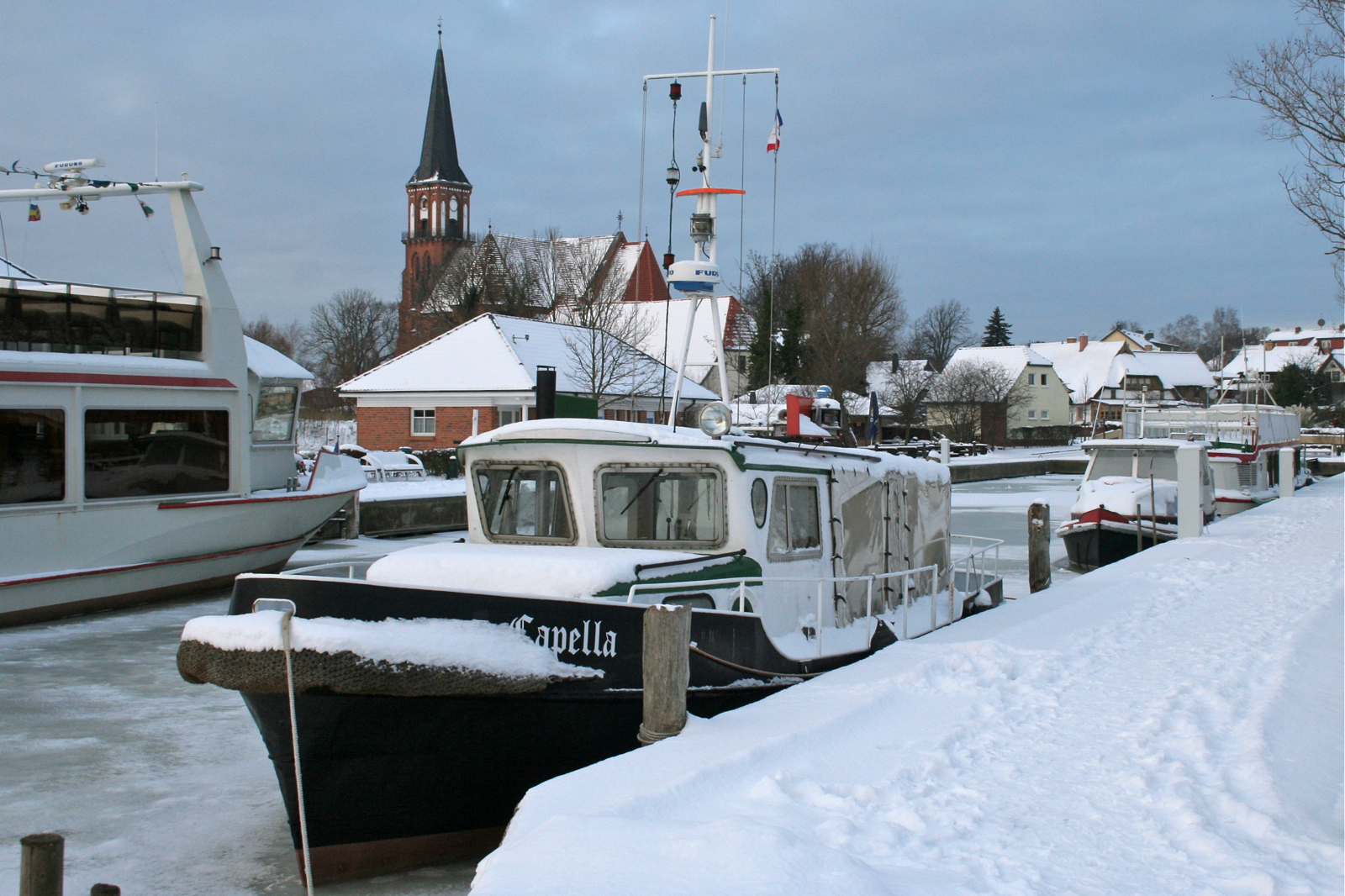
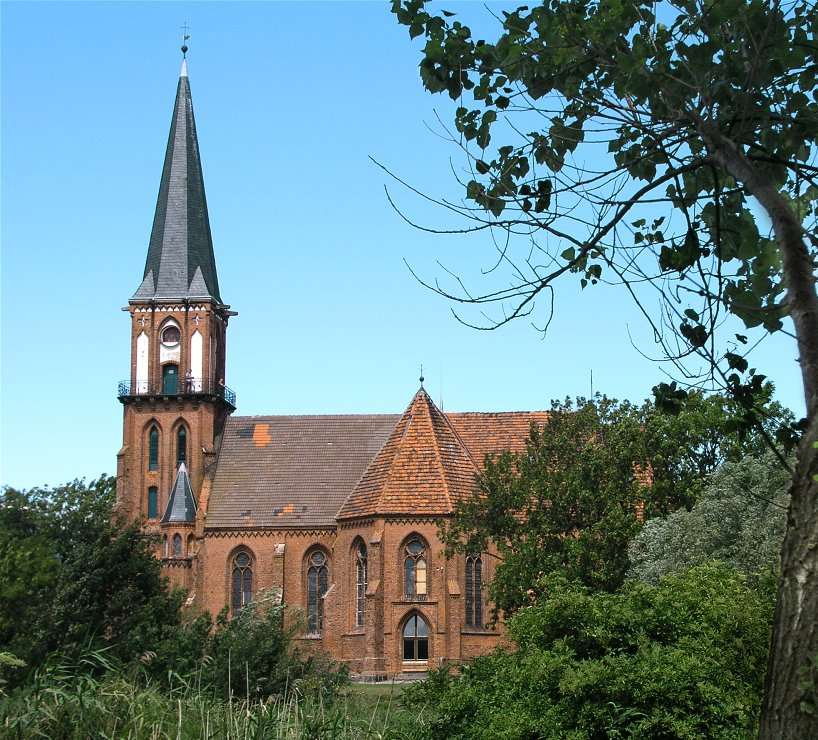
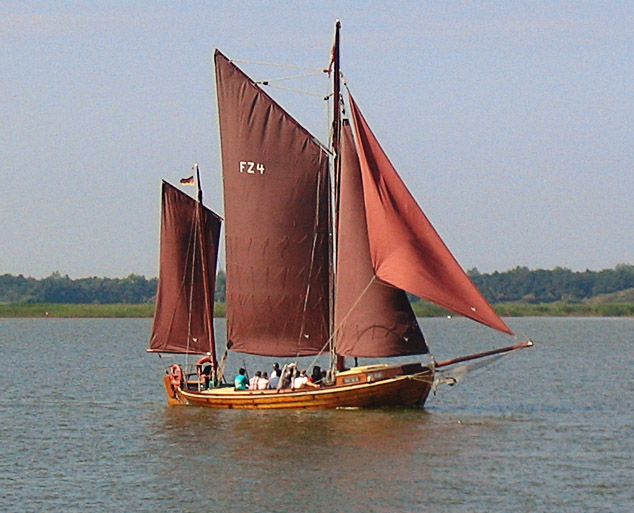